# リサイクル燃料貯蔵
リサイクル燃料貯蔵株式会社（リサイクルねんりょうちょぞう、RFS）は、青森県むつ市の企業。東京電力グループの関連企業である。
東京電力および日本原子力発電の原子力発電所から発生する使用済み核燃料を、再処理するまでの間、安全に貯蔵・管理することを目的に、日本で唯一の使用済み核燃料の中間貯蔵事業者として設立された。関根浜港の近くに所在し、同港で使用済み核燃料の陸揚げを行う。

## 沿革
原子炉等規制法により、原子力発電所から発生する使用済燃料を発電所構外に貯蔵することは不可能であった。しかし、核燃料サイクルの遅れとともに、原子力発電所構内における使用済燃料の貯蔵が逼迫することが懸念された。このため、1997年、原子力委員会は、「当面の核燃料サイクルの具体的な施策について」を発表し、2010年を目途に原子力発電所構外に使用済燃料を貯蔵する中間貯蔵施設を建設することを検討することが示された。
これらを受け、1999年6月に原子炉等規制法が改正され、原子力発電所構外に使用済燃料を貯蔵することが可能となった。このため、2000年12月東京電力がむつ市において「リサイクル燃料貯蔵センター」の立地に関する技術調査を開始した。
2003年6月、当時のむつ市長であった杉山粛は「リサイクル燃料備蓄センター」の誘致を表明し、翌7月に事業者に対して要請を実施した。
2005年に青森県とむつ市は建設を了承し、事業者である東京電力、日本原子力発電との間で「使用済燃料中間貯蔵施設に関する協定書」を結んだ。2010年5月に経済産業大臣より使用済燃料貯蔵事業許可を受けた。2010年8月31日に貯蔵建屋本体工事に着工。2013年8月29日に貯蔵施設が完成。2020年11月11日原子力規制委員会の新規制基準審査で事業変更許可発出。
2024年9月26日、東京電力柏崎刈羽原発で保管していた使用済み核燃料が、「リサイクル燃料備蓄センター」に搬入された。原発の敷地外での使用済み核燃料の貯蔵は国内初。使用済み核燃料69体（約12トン）が入った金属製の専用容器（キャスク）1基を積んだ専用船は24日、柏崎刈羽原発内の港を出航し、26日、むつ市の関根浜港に接岸した。キャスクは陸揚げされ、近くの中間貯蔵施設に運ばれた。東電によると、2024年度の搬入は今回で終わりで、2026年度までに柏崎刈羽原発から8基（約96トン、約550体）を搬入する計画という。